# Satz von Wagner und Fáry
Der Satz von Wagner und Fáry, manchmal auch als Satz von Wagner oder Satz von Fáry bezeichnet, ist ein Lehrsatz aus dem mathematischen Teilgebiet der Topologischen Graphentheorie, welcher zuerst im Jahre 1936 von dem Mathematiker Klaus Wagner gefunden und dann im Jahre 1948 von dem Mathematiker István Fáry erneut gefunden wurde. Der Satz behandelt eine wichtige Eigenschaft plättbarer Graphen, die nicht zuletzt im Zusammenhang mit dem Vierfarbensatz und verwandten mathematischen Lehrsätzen von Bedeutung ist.

## Formulierung des Satzes

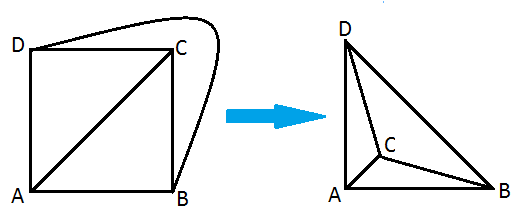
Nach einem geeigneten Homöomorphismus sind auch B und D durch eine Strecke verbunden.

### Erste Version
Die erste Version des Satzes lautet wie folgt:
Ist ein endlicher schlichter Graph {\displaystyle G=(V,E)} plättbar, so existiert sogar ein isomorpher ebener Graph {\displaystyle G'=(V',E')} dergestalt, dass die zu den Kanten {\displaystyle e'\in E'} gehörigen Jordankurven sämtlich abgeschlossene Strecken sind, die einander nie in einem inneren Punkt kreuzen, also paarweise stets höchstens einen der Knoten {\displaystyle v'\in V'} gemeinsam haben.

### Zweite Version
Ein ebener Graphen {\displaystyle G'=(V',E')} der in der ersten Version genannten Art wird auch als Streckengraph oder als geradlinige Darstellung (des Graphen {\displaystyle G}) bezeichnet. Unter Verwendung dieser Begriffe lässt sich der Satz auch folgendermaßen formulieren:
Jeder ebene Graph kann durch einen Homöomorphismus der euklidischen Ebene auf sich in einen Streckengraphen überführt werden.